# PGC 1000714
PGC 1000714 هي مجرة حلقية تقع في كوكبة الباطية. هي واحدة من مجموعة نادرة جدا من المجرات تسمى مجرات هوغ، يقدر حوالي 0.1٪ من جميع المجرات من هذا النوع.
PGC 1000714 غير عادية لأنها مجرة من نوع هوغ مع اثنين من الحلقات الدائرية تقريبا، ولكن مع خصائص مختلفة. وقد أطلق عليها لقب المجرة بورسين، وبعد بورسين أطلق عليها موتلو باكديل، وهي قائدة الدراسة الضوئية لهذه المجرة.

## الهيكل
تم دراسة هيكل وقياس ضوئي PGC 1000714 مع تفاصيل كبيرة في عام 2017. جوهر المجرة يبدو أن تشبه المجرة الإهليجية بالشكل، وهي تقريبا دائرية، ولا يوجد بها قرص. وخلافا لبعض المجرات الحلقية، لا تظهر النواة المركزية أي علامات على هيكل قضيب يربط الحلقة الخارجية بمركز المجرة. هذه تشبه كائن هوغ، وقد تم العثور على عدد من المجرات الأخرى التي لديها مركز دائري.
المجرة الخارجية هي مشرقة نسبيا وتحتوي على العديد من النجوم المضيئة وهذا يدل على تكوين النجوم. ومع ذلك، عند مزيد من الكشف على المجرة، وجد أن داخل الحلقة الخارجية هناك أيضا تكوين النجوم خافتة ومنتشرة وإحمرار الحلقة الداخلية القريبة من الجوهر. ويبدو أن الحلقة الخارجية صغيرة إلى حد ما حوالي 0.13 مليون سنة، في حين أن الحلقة الداخلية هي أكبر من ذلك بكثير حوالي 5.5 مليون سنة. وهذا يجعل المجرة أكثر غرابة، وربما يجعلها وحيدة من هذا النوع.
تفاصيل تشكيل الأجسام من نوع هوغ لا تزال غير معروفة إلى حد كبير. وقد اقترح أن جوهر شبة مكتمل من كائن هوغ شكلت من نوع «عدم استقرار القضيب» حيث هيكل القضيب المركزي يتحلل إلى جوهر مستدير. قد يكون أيضا بسبب مجرة أخرى في حالة PGC 1000714 لأن الحلقتين لها أعمار مختلفة إلى حد كبير، قد يكون بسبب اصطدام شاذ مع مجرة أخرى، ولكن هناك حاجة إلى مزيد من البيانات لاستخلاص النتائج.

## وصلات خارجية
- PGC 1000714 على موقع ويكي سكاي: DSS2, SDSS, GALEX, IRAS, Hydrogen α, X-Ray, Astrophoto, Sky Map, Articles and images